# Dylan Bowman
Pour les articles homonymes, voir Bowman.
Dylan Bowman est un traileur américain né le 24 mars 1986 à Reno. Pratiquant depuis 2008 et membre de l'équipe The North Face depuis 2014, il a notamment remporté San Diego 100 en 2011, Leona Divide 50 Mile en 2012, Miwok 100K Trail Race en 2013, le Tarawera Ultramarathon, 100 Australia en 2015 et les 100 Miles of Istria en 2017.

## Résultats
| no  | masculin           | Course                 | Longueur | Départ          | Temps            |
| --- | ------------------ | ---------------------- | -------- | --------------- | ---------------- |
| 3e  | Médaille de bronze | Leadville Trail 100    | 100 mi   | 21 août 2010    | 18 h 36 min 16 s |
| 1er | Médaille d'or      | San Diego 100          | 100 mi   | 11 juin 2011    | 18 h 00 min 15 s |
| 2e  | Médaille d'argent  | Leadville Trail 100    | 100 mi   | 20 août 2011    | 17 h 18 min 59 s |
| 1er | Médaille d'or      | Leona Divide           | 50 mi    | 28 avril 2012   | 6 h 00 min 38 s  |
| 1er | Médaille d'or      | Miwok 100K             | 60 km    | 4 mai 2013      | 4 h 49 min 56 s  |
| 3e  | Médaille de bronze | Western States 100     | 100 mi   | 28 juin 2014    | 15 h 36 min 41 s |
| 1er | Médaille d'or      | Tarawera Ultramarathon | 100 km   | 7 février 2015  | 7 h 44 min 58 s  |
| 1er | Médaille d'or      | 100 Australia          | 100 km   | 16 mai 2015     | 8 h 50 min 13 s  |
| 3e  | Médaille de bronze | Way Too Cool 50K       | 50 km    | 5 mars 2016     | 3 h 23 min 23 s  |
| 1er | Médaille d'or      | 100 Miles of Istria    | 100 mi   | 7 avril 2017    | 17 h 51 min 50 s |
| 1er | Médaille d'or      | Tarawera Ultramarathon | 100 km   | 10 février 2018 | 8 h 27 min 41 s  |
| 1er | Médaille d'or      | Ultra-Trail Mt. Fuji   | 170 km   | 27 avril 2018   | 19 h 21 min 21 s |
| 3e  | Médaille de bronze | Transgrancanaria       | 128 km   | 6 mars 2020     | 13 h 40 min 29 s |
| 1er | Médaille d'or      | Miwok 100K             | 100 km   | 7 mai 2022      | 8 h 54 min 56 s  |